# George H. Collin
George Henry Collin (4 de junio de 1856-1 de enero de 1938) fue un político en el estado de Washington. Es conocido por servir en la Cámara de Representantes de Washington, desde 1893 hasta 1897.

## Biografía
George nace en Yorkshire (Inglaterra) un 4 de junio del año 1856. En el año 1893 consigue ser miembro de la Cámara de Representantes de Washington, hasta el año 1897.
Fallece el 1 de enero de 1938 con 81 años en Spokane (Washington, Estados Unidos) por causas desconocidas.